# Atikokan

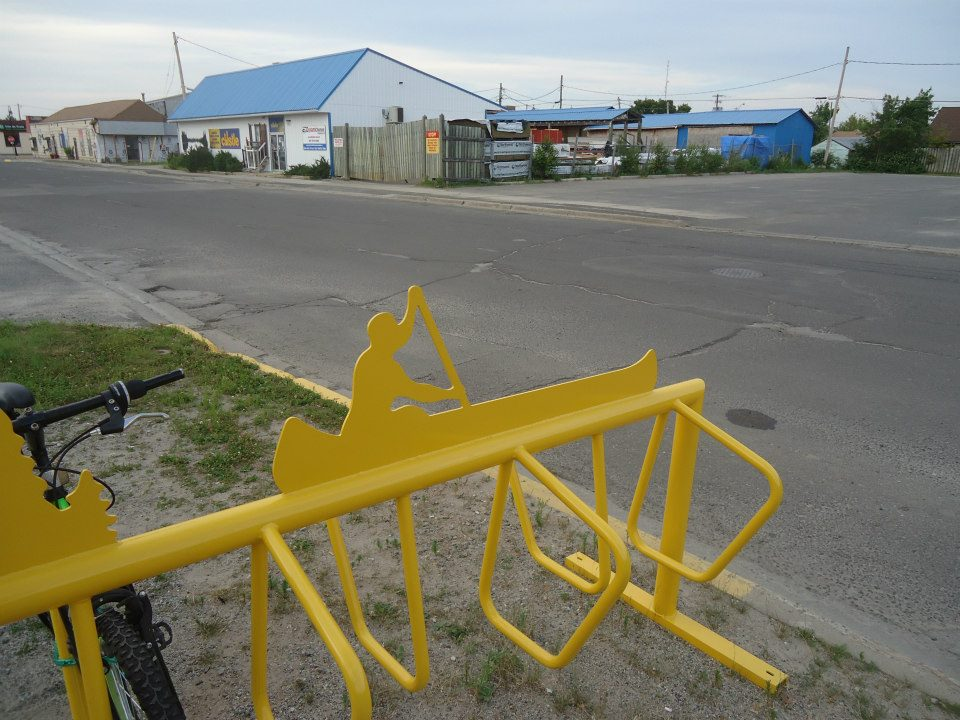
Un aparcamiento para bicis en Atikokan (Ontario). La ciudad está considerada «capital del piragüismo de Canadá», por lo que hay muchos símbolos de canoas por la ciudad.

Atikokan («huesos de caribú» en ojibwa) es una ciudad que se encuentra al noroeste de Ontario (Canadá). Su población censada en 2016 fue de 2 753 habitantes. La ciudad es uno de los puntos de entrada principales al parque de Quetico y se promueve como la «capital del piragüismo de Canadá». Atikokan originalmente se consideraba un punto de separación del ferrocarril canadiense del norte.
La ciudad de Atikokan es un enclave dentro del distrito al que pertenece. Geográficamente se encuentra en el huso horario central, pero emplean el huso UTC −05:00 y no tienen horario de verano. Por tanto, se emplea el horario estándar central para dos tercios del año (los meses más cálidos) y el horario del este de América del Norte para el resto (en invierno).

## Historia

### Orígenes
Los primeros asentamientos en Atikokan fueron en la zona «Oschekamega Wenenewak» (las personas de la cruz en ojibwa). Vivieron solos allí hasta la llegada de Jacques de Noyon en 1688. Su viaje fue crucial para la expansión y exploración de Atikokan.

### sigloXIXa mediados delXX

#### La carretera a Atikokan
Palliser Gladman-Hind sugirió la primera carretera real en la zona, para ir lo más lejos posible empezando desde Arrow Lake, y después de la carretera los viajeros tomarían una ruta acuática hasta Fort Frances. Simon Dawson, por otro lado, pensó que la carretera podría ir de Dog Lake a Thunder Bay, entonces usó una serie de diques, permitiendo que incluso las barcas más grandes viajen por el Dog River, Savanne River, Lac des Mille Lacs, Pickerel Lake y Sturgeon Lake.
El gobierno, ignorando ambos planes, decidió construir una carretera al oeste de Lac des Mille Lacs, bajo el Seine, que llegase hasta Lago Rainy. En 1859, Simon James Dawson fue contratado para empezar la ruta, pero el plan no se iniciaba por motivos económicos. En 1867, tras la Confederación, se necesitaba con más urgencia una vía de comunicación con el oeste. La construcción del Dawson Trail empezó con la llegada del Príncipe Arthur en 1868. La construcción se aceleró en 1869 a causa de la revolución de transportistas.

### Historia económica

#### Era de comercio de la piel
Durante la era de comercio de pieles, transportar la piel era importante y se usaban rutas comerciales por voyageurs para pasar a través de las aguas, por donde más tarde se llamaría Atikokan.

#### Minería

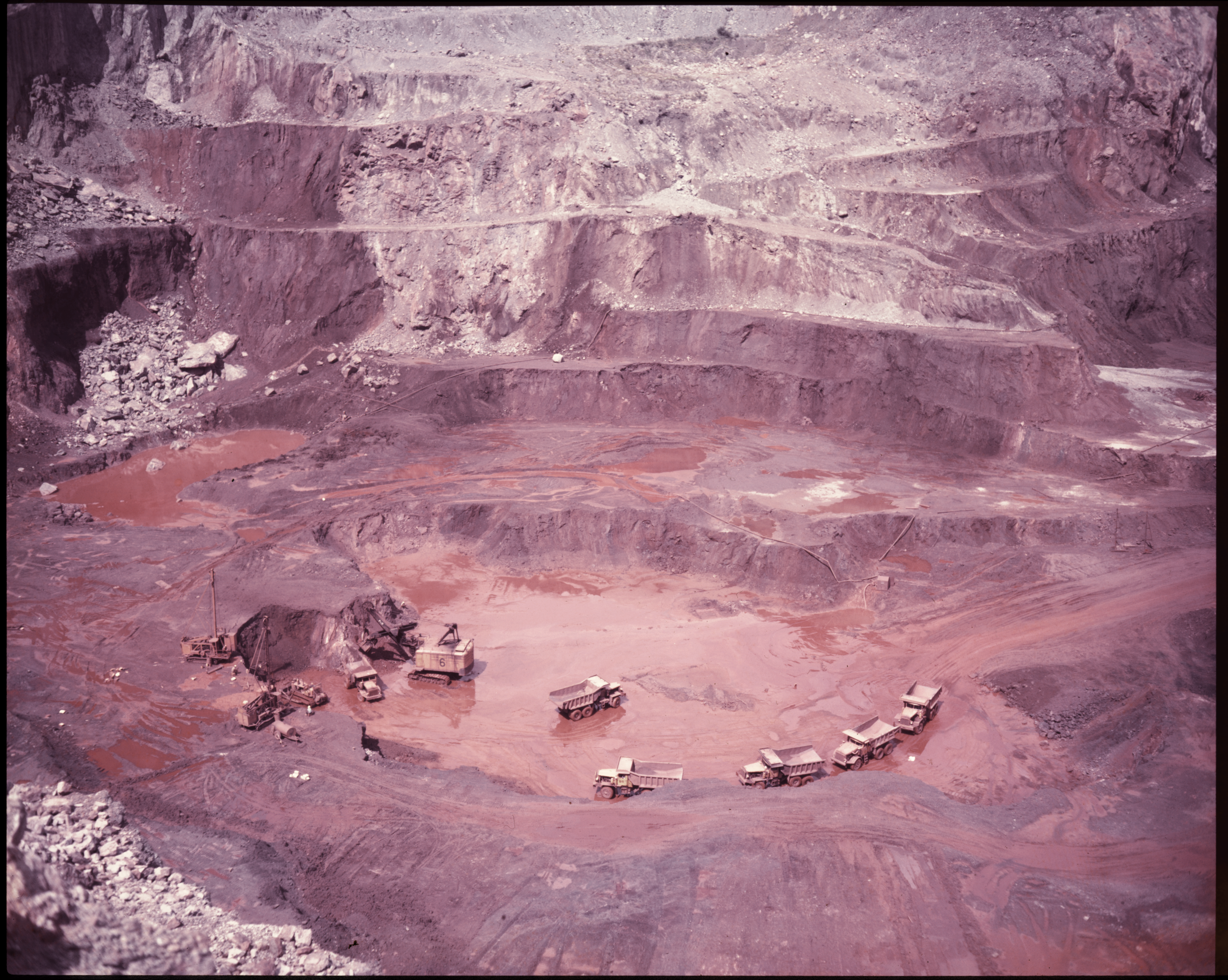
Cantera Steep de Atikokan, 1953.

El potencial de la cantera Steep se descubrió en 1897 gracias a un geólogo no residente, William McInnis. No se llevó a cabo ninguna extracción hasta invierno de 1929 y 1930, cuándo Julian Cross empezó a entrevistar a las empresas de hierro y acero sobre el potencial de la cantera. Finalmente convenció a una empresa de Duluth (Minnesota), dirigida por Robert Whiteside, para tomar el trabajo.

### Historia reciente
Antes de la Segunda Guerra Mundial, la exploración mineral de la zona determinó la presencia de gran cantidad de menas de hierro en el fondo del lago de la cantera. Tras la guerra se realizó un gran proyecto de agua del río Seine que permitió el drenaje de la cantera para realizar operaciones de extracción.
Dos empresas mineras grandes (Steep Rock Iron Mines y Caland Ore Co.) empezaron con las operaciones a finales de los años 50 y estuvieron en activo durante 30 años. Cuando las minas cerraron a principios de los 80, la ciudad de Atikokan sufrió pérdidas económicas, pero sobrevivió gracias a sus recursos naturales y el turismo.
El 1 de febrero de 2013, Resolute Forest anunció sus planes de desarrollo de un aserradero en la zona de Atikokan, que empezaría a funcionar en 2014. El plan crearía 90 trabajos directos en Atikokan.

## Clima
La temperatura más alta nunca registrada en Atikokan fue 42,2 °C (108) los días 11 y 12 de julio de 1936. Esta fue la temperatura más alta nunca registrada en la provincia de Ontario. Atikokan comparte este registro con Fort Frances. La temperatura más fría nunca registrada fue −48,9 °C (−56 ) el 19 de enero de 1943 y 15 de febrero de 1939.

## Transporte
La ciudad se encuentra a las afueras de la Autovía 11, entre Thunder Bay y Fort Frances. Una rama del ferrocarril canadiense recorre el sur de la ciudad. Cuando Atikokan abrió su primera línea de ferrocarril, los tiques eran de 15 dólares. El aeropuerto municipal de Atikokan se encuentra al noroeste de la ciudad.

## Educación

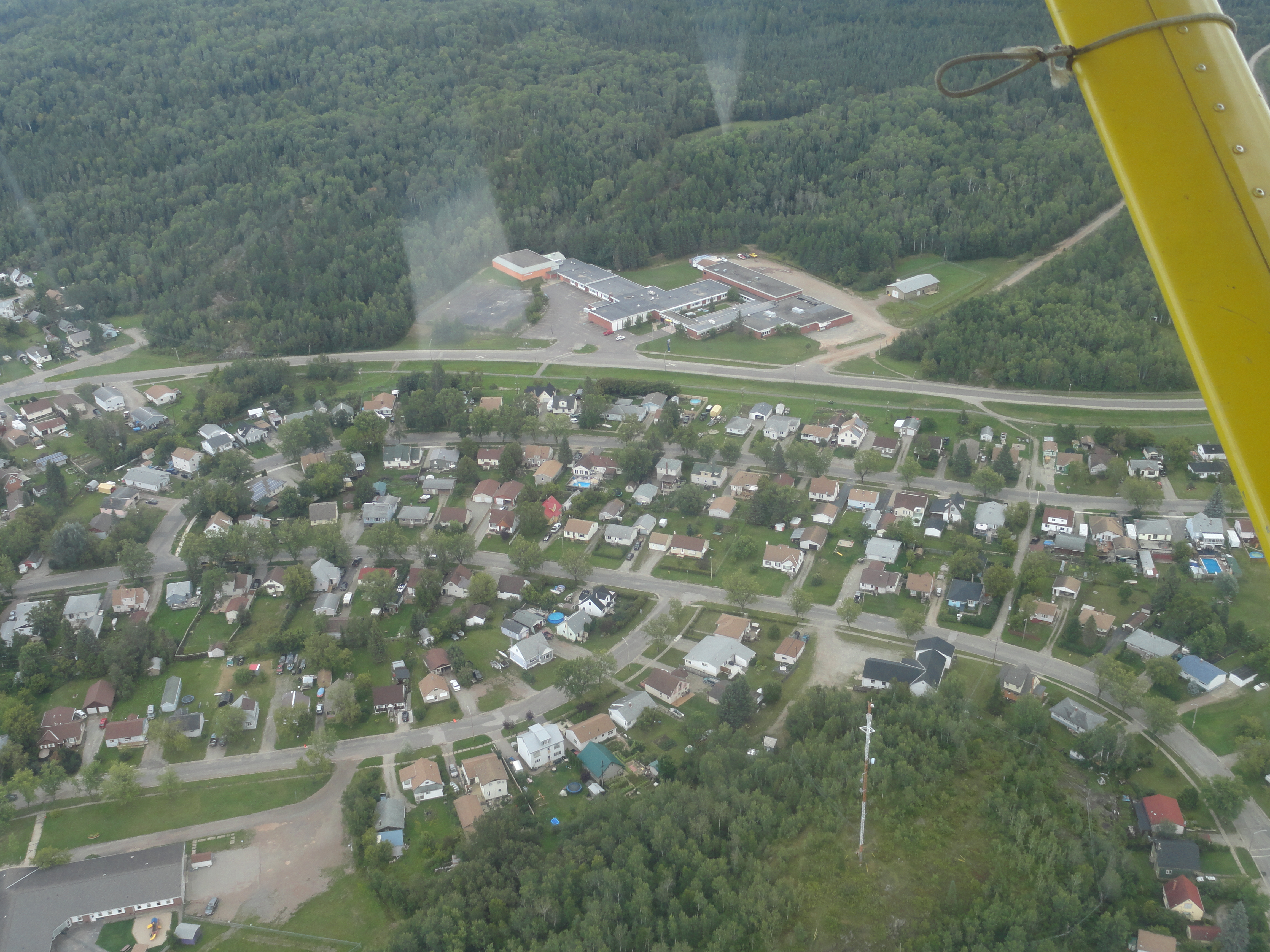
Vista aérea de Atikokan.

Atikokan tiene una escuela de primaria, una privada y un instituto. Las escuelas públicas están administradas por el propio distrito de río Rainy, pero la escuela St. Patrick depende del distrito católico del noroeste.
Escuelas públicas:
- Escuela comunitaria North Star
- Instituto de Atikokan

Escuela privada:
- St. Patrick

## Medios de comunicación
Periódicos:
- Atikokan Progress

Radio:
- FM 90.1: CBQI, CBC Radio One
- FM 91.1: CKAX información turística de Atikokan
- FM 93.5: 91.5 CKPR, repetidor de Thunder Bay (registrado en 2011)
- FM 95.9: CFOB Fort Frances, repetidor (usado por CKDR Dryden hasta 2010)[9]

Televisión:
- Canal 7: CBWCT-1 / CBC

YA NO RETRANSMITE (desde la conversión a TDT)

## Hospital
El hospital general de Atikokan contiene 41 camas. En él se atienden aproximadamente a 6 000 pacientes al año y ofrece atención de emergencia, cuidado a largo plazo y servicios de rehabilitación.